# Abatere judiciară
În domeniul juridic, abaterea judiciară se referă la diverse încălcări ale legii săvârșite în cursul procesului penal, cum ar fi:
- neîndeplinirea sau îndeplinirea greșită ori cu întârziere a lucrărilor de citare sau de comunicare a actelor procedurale, de transmitere a dosarelor, precum și a oricăror alte lucrări, dacă prin acestea s-au provocat întârzieri în desfășurarea procesului;
- neîndeplinirea ori îndeplinirea greșită a îndatoririlor de înmânare ori de comunicare a citațiilor sau a celorlalte acte procedurale, precum și neexecutarea mandatelor de aducere;
- lipsa nejustificată a martorului, expertului sau interpretului legal citat;
- tergiversarea de către expert sau interpret a îndeplinirii însărcinărilor primite;
- neîndeplinirea de către orice persoană a obligației de prezentare, la cererea organului de urmărire penală sau a instanței de judecată, a obiectelor ori înscrisurilor cerute de acestea, precum și neîndeplinirea aceleiași obligații de către conducătorul unității sau de cel însărcinat cu aducerea la îndeplinire a acestei obligații;
- nerespectarea dreptului la tăcere sau de a avea un avocat pentru cel suspect sau inculpat.